# اروویل-سن-کلر
شهر اروویل-سن-کلر (به فرانسوی: Hérouville-Saint-Clair) در شهرستان کالوادوس در ناحیه نرماندی سفلی با جمعیت ۲۲٬۷۶۶ نفر در کشور فرانسه واقع شده است